# Mittlach
Mittlach ist eine französische Gemeinde mit 340 Einwohnern (Stand 1. Januar 2022) im Département Haut-Rhin in der Region Grand Est (bis 2015 Elsass). Sie ist Mitglied der Communauté de communes de la Vallée de Munster.

## Geografie
Mittlach befindet sich am Oberlauf der Fecht nahe dem Vogesenkamm. Zur Gemeinde gehört der Ortsteil Mittlach-le-Haut. Das Gemeindegebiet ist Teil des Regionalen Naturparks Ballons des Vosges.

## Geschichte
Im Jahr 1571 wurde Mittlach unter dem Namen Mitla das erste Mal erwähnt. Im 16. und 17. Jahrhundert wanderten Holzfäller aus der Schweiz und aus Österreich ein. Die Bedeutung der Holzwirtschaft wird deutlich in der Gestaltung des Wappens, das seit 1977 geführt wird.
1789 wurde Mittlach der Gemeinde Metzeral zugeteilt. Erst seit dem 1. April 1908 ist der Ort wieder eine eigenständige Gemeinde. 1911 wurde das Rat- und Schulhaus (Mairie-école) gebaut, 1927 wurde die Kirche zur Unbefleckten Empfängnis (Église de l’Immaculée-Conception) geweiht.

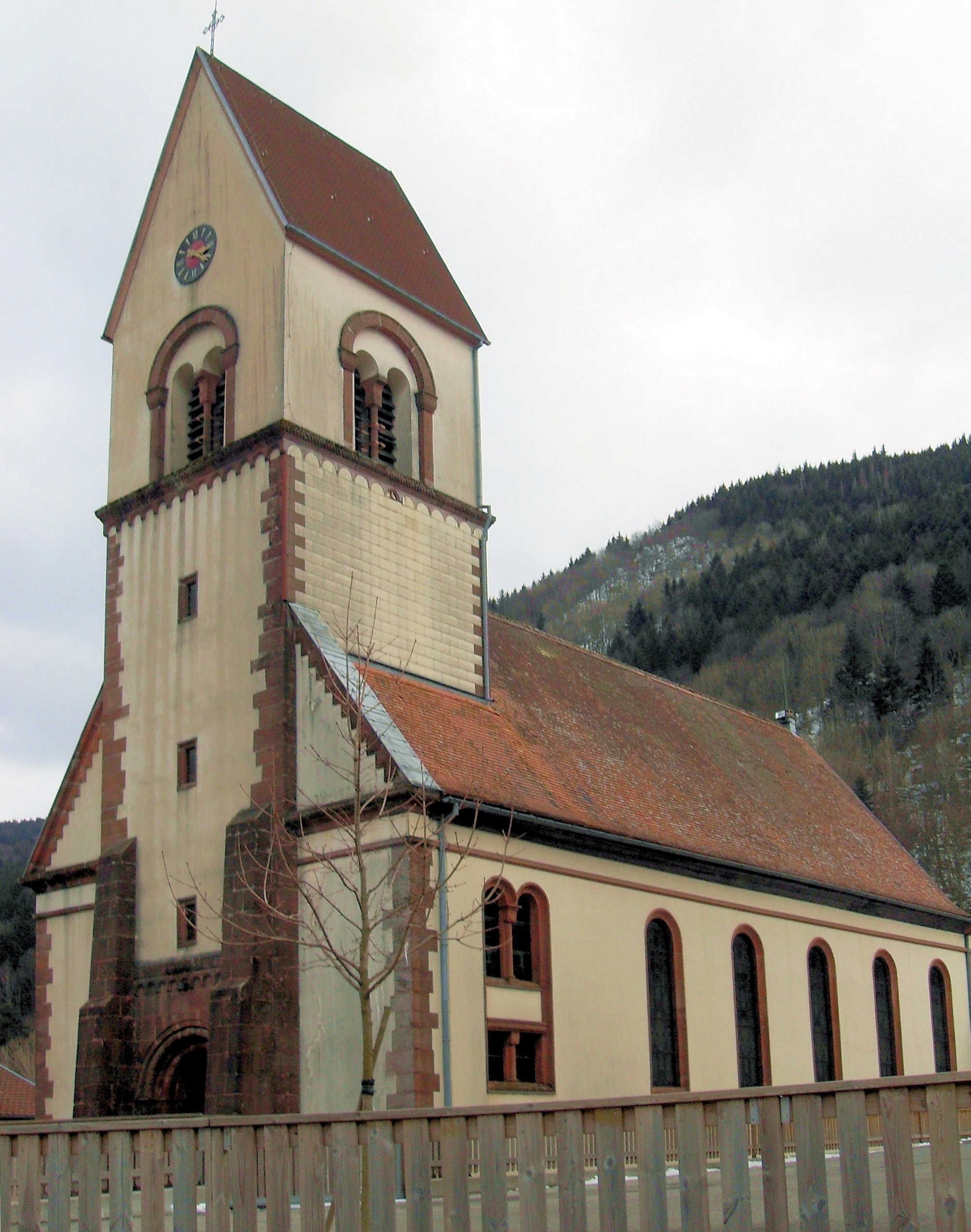
Kirche der Unbefleckten Empfängnis

## Bevölkerungsentwicklung
| Jahr                                            | 1910 | 1962 | 1968 | 1975 | 1982 | 1990 | 1999 | 2007 | 2019 |
| ----------------------------------------------- | ---- | ---- | ---- | ---- | ---- | ---- | ---- | ---- | ---- |
| Einwohner                                       | 580  | 371  | 376  | 364  | 307  | 291  | 290  | 314  | 327  |
| Quellen: Gemeindeverzeichnis, Cassini und INSEE |      |      |      |      |      |      |      |      |      |